# Аналитическое продолжение
Аналитическое продолжение в комплексном анализе — аналитическая функция, совпадающая с заданной функцией {\displaystyle f} в её исходной области C и определённая при этом в области D, содержащей C — продолжение функции {\displaystyle f}, являющееся аналитическим. Аналитическое продолжение всегда единственно.
Понятие введено Карлом Вейерштрассом в 1842 году, им же развита соответствующая техника построения таких расширений.
Частный случай для голоморфных функций — голоморфное продолжение.

## Единственность
Не во всяком случае аналитическое продолжение существует, но оно всегда единственно: любые две аналитические функции, продолженные с одной и той же функции, всегда совпадают. Для голоморфных функций (частный случай аналитических) единственность может быть выведена из следующего факта: если функция f тождественно равна нулю, то любое её продолжение всюду равно нулю. Поскольку голоморфные функции образуют линейное пространство, этого достаточно для единственности голоморфного продолжения.

## Способы построения

### Элементарные методы
Для самых элементарных функций, таких как степенная функция и экспонента, аналитическое продолжение осуществляется практически напрямую. Это связано с тем, что аналитическое продолжение в таких случаях осуществляется со множества весьма специфического вида, которым является вещественная прямая — это множество не имеет комплексных внутренних точек.
Для более сложных случаев применяются более искусственные приёмы. Например, рассмотрим некоторый сходящийся в круге {\displaystyle \Delta _{a}=\{z\colon |z-a|<\rho \}} ряд Тейлора, где {\displaystyle \rho } — радиус сходимости этого ряда. Согласно одному из эквивалентных определений, таким образом получена аналитическая в круге {\displaystyle \Delta _{a}} функция {\displaystyle f(z)}.
Что это значит? Это не значит, что в любой точке за пределами {\displaystyle \Delta _{a}} полученная функция уже не будет аналитической, это в данный момент неизвестно, это просто значит, что существует точка {\displaystyle z_{0}\colon |z_{0}-a|=\rho } такая, что ряд в этой точке расходится. Однако можно выбрать некоторую точку {\displaystyle b\in \Delta _{a}} — так как в этой точке функция {\displaystyle f(z)} аналитична, то её можно разложить в ряд, сходящийся в некотором круге {\displaystyle \Delta _{b}=\{z\colon |z-b|<\theta \}}. Если для нового радиуса сходимости {\displaystyle \theta } выполнено соотношение {\displaystyle \theta >\rho -|a-b|}, то уже будут существовать точки, принадлежащие {\displaystyle \Delta _{b}}, но не принадлежащие {\displaystyle \Delta _{a}}, а из этого в силу теоремы единственности будет следовать, что функция, определенная изначально только в {\displaystyle \Delta _{a}}, продолжена на некоторое большее множество, а именно на {\displaystyle \Delta _{a}\cup \Delta _{b}}. В случае, если такое невозможно, то окружность {\displaystyle \partial \Delta _{a}} будет естественной границей аналитического продолжения.
Для многих специальных функций аналитическое продолжение осуществляется с помощью некоторого функционального уравнения. Берётся некоторая область, в которой решение этого уравнения заведомо аналитично, и осуществляется перенос результатов на бо́льшую область. В основном таким способом строятся продолжения специальных функций вещественного анализа — например, гамма-функции и дзета-функции Римана.

### Аналитическое продолжение вдоль цепочки областей
Для построения аналитических продолжений в нетривиальных случаях используется понятие аналитического элемента.
Элементы {\displaystyle P=(G,f)} и {\displaystyle Q=(H,g)} называются аналитическим продолжением друг друга через цепочку областей {\displaystyle \{\Delta \}_{1}^{n}}, если существует последовательность элементов {\displaystyle P_{k}=(G_{k},f_{k}),\,k=0,1,\dots ,n} и выполняются следующие три условия:
1. {\displaystyle P_{0}=P,\,P_{n}=Q};
2. Для произвольных последовательных областей из цепочки их пересечение {\displaystyle D_{k}\cap D_{k+1}} непусто и {\displaystyle \Delta _{k}} — определенная его связная компонента;
3. Элемент {\displaystyle P_{k+1}} является аналитическим продолжением {\displaystyle P_{k}} через множество {\displaystyle \Delta _{k}}.

Росток можно рассматривать как аналитический элемент, состоящий из круга сходимости и собственно аналитической функции — суммы ряда. Такого вида элементы имеют собственное название — канонические элементы и обзоначаются как {\displaystyle (K,f)}, где {\displaystyle K} — круг сходимости ряда, а {\displaystyle f} — его сумма. Центром канонического элемента называется центр круга сходимости определяющего его ряда.

### Аналитическое продолжение вдоль пути
Для построения аналитического продолжения вдоль пути в развитие техники «дискретного» построения относительно цепочки областей необходимо осуществить переход, в некотором смысле сходный переходу от последовательности к функции.
Рассматривается канонический элемент {\displaystyle P_{0}=(K_{0},f_{0})} с центром в точке {\displaystyle z=z_{0}} и некоторая непрерывная жорданова кривая {\displaystyle \varphi (t)\colon [0;1]\to \mathbb {C} } ({\displaystyle \Gamma =\varphi ([0;1])}), обладающая свойством {\displaystyle z_{0}=\varphi (0)}.
Предположим, что существует семейство канонических элементов {\displaystyle \{P_{t}\}_{t\in [0;1]}} с ненулевыми радиусами сходимости, такое, что {\displaystyle \varphi (t)} — центр элемента {\displaystyle P_{t}} и для произвольного {\displaystyle t_{0}\in [0;1]} существует такая окрестность {\displaystyle {\mathcal {U}}_{t_{0}}\subset [0;1]} (понимаемая в смысле окрестностей на вещественной прямой), удовлетворяющая условию {\displaystyle \varphi ({\mathcal {U}}_{t_{0}})\subset K_{t_{0}}}; тогда, если для любого {\displaystyle t\in {\mathcal {U}}_{t_{0}}} элемент {\displaystyle P_{t}} является непосредственным продолжением элемента {\displaystyle P_{t_{0}}}, то считается, что элемент {\displaystyle P_{0}} таким образом аналитически продолжается вдоль пути {\displaystyle \Gamma }.
Выбирать семейство областей можно произвольным образом, так как можно доказать, что результат аналитического продолжения не зависит от выбора семейства областей.
Достаточно интересным свойством обладает также функция {\displaystyle R(t)\colon [0;1]\to (0;+\infty )} — радиус круга сходимости {\displaystyle K_{t}.}. Для семейства, упомянутого в определении продолжения вдоль пути, функция {\displaystyle R(t)} будет непрерывна в смысле вещественного анализа на {\displaystyle [0;1]}.
Допустим, что канонический элемент {\displaystyle Q} получен из элемента {\displaystyle P} путём аналитического продолжения вдоль некоторого пути {\displaystyle \varphi (t)\colon [0;1]\to \mathbb {C} } через промежуточное семейство элементов {\displaystyle \{P_{t}\}_{t\in [0;1]}}. Тогда, если выбрать некоторую возрастающую последовательность {\displaystyle 0,t_{1},t_{2},\dots ,t_{n},1} элементов отрезка {\displaystyle [0;1]}, где круги {\displaystyle K_{k}} и {\displaystyle K_{k+1}} будут пересекаться, то элемент {\displaystyle Q=P_{1}} будет аналитическим продолжением элемента {\displaystyle P=P_{0}} через цепочку областей {\displaystyle K_{t_{1}},K_{t_{2}},\dots ,K_{t_{n}}}.
Одним из самых интересных результатов будет теорема о гомотопической инвариантности аналитического продолжения и её следствие — теорема о монодромии.

## Полная аналитическая функция
Развив аппарат аналитического продолжения вдоль путей, теперь можно перейти от изначальной аналитической функции через аналитические и канонические элементы к более общему понятию — полной аналитической функции. Таким термином будет обозначаться совокупность всех канонических элементов, получаемых из какого-либо первоначального элемента {\displaystyle P} методом аналитического продолжения относительно всех возможных жордановых кривых, допускающих такое продолжение и берущих начало в точке {\displaystyle z_{0}} — центре элемента {\displaystyle P}.
Проясняет внутреннее устройство такого весьма абстрактного понятия теорема Пуанкаре — Вольтерры, гласящая, что в каждой точке своей области определения полная аналитическая функция может иметь не более чем счетное множество элементов с центром в этой точке.
Важность понятия полной аналитической функции состоит в том, что оно позволяет с более общей точки зрения изучить понятие особой точки. А именно, особые точки для полной аналитической функции — просто точки границы области её определения. В зависимости от поведения функции в окрестности этих точек определяется их характер.
Рассмотрим некоторую особую точку {\displaystyle z_{0}} для полной аналитической функции {\displaystyle \mathbf {f} } и некоторую её проколотую окрестность {\displaystyle {\dot {\mathcal {U}}}_{z_{0}}}, принадлежащую области определения {\displaystyle \mathbf {f} }. Выберем какую-нибудь замкнутую жорданову кривую {\displaystyle \Gamma \subset {\dot {\mathcal {U}}}_{z_{0}}}. Если аналитическое продолжение вдоль кривой {\displaystyle \Gamma } приводит к тому же элементу, то точка называется особой точкой однозначного характера и интерпретируется как просто изолированная особая точка; если же результатом аналитического продолжения будет уже другой элемент, то точка называется особой точкой многозначного характера, или точкой ветвления.

## Теорема Адамара
Для степенного ряда
{\displaystyle f(z)=\sum _{k=0}^{\infty }\alpha _{k}(z-z_{0})^{k}},
у которого почти все коэффициенты равны нулю в том смысле, что последовательность номеров ненулевых коэффициентов {\displaystyle k(i)} удовлетворяет
{\displaystyle \lim _{i\to \infty }{\frac {k(i+1)}{k(i)}}>1+\delta \,}
для некоторого фиксированного δ > 0, круг с центром z0 и радиусом, равным радиусу сходимости, является естественной границей — аналитическое продолжение функции, определяемой таким рядом, невозможно за пределы круга.

## Обобщения и связанные понятия
Аналитическое продолжение может рассматриваться на областях не только в комплексной плоскости, но и в римановых поверхностях, и, более общо, на комплексных многообразиях: D должно быть комплексным многообразием, а C — его подмножеством. Если C — область в D и для любой области C′: C ⊂ C′ ⊂ D' найдётся функция, голоморфная на C, но не продолжаемая на C′, то C называется областью голоморфности. В комплексно-одномерном случае всякая область является областью голоморфности, в многомерном случае это не так.
Можно рассматривать и аналитическое продолжение со множеств C, не являющимися областями, например, с действительной прямой. В таком случае функция f изначально определена на некотором (зависящем от функции) открытом множестве, содержащем C.